# Västerbottensdräkt
Västerbottensdräkten är en komponerad folkdräkt, landskapsdräkt för Västerbotten, sammansatt med udda plagg från landskapet som underlag, enligt uppgift med huvudförankring i Vindeln (Degerfors socken). I Västerbotten och Norrbotten saknas egentliga folkdräkter, det traditionsbundna har i dessa jordbrukarbygder förenats med "en påtaglig aptit på nymodigheter och förmåga att förnya sig". Västerbottensdräkten är en av 16 folkdräkter från Västerbotten. 

## Historik

### Kvinnodräkt
Västerbottens läns hemslöjdsförening bildades 1909, och redan under sina första år engagerades man i skapandet av en dräkt för Västerbottens län. Kanske kändes behovet starkt inför den stundande Baltiska utställningen i Malmö 1914. Den första kvinnliga västerbottensdräkten visades där tillsammans med västerbottniska vävnader.
Dräkten såg ut som den som finns avbildad och beskriven i tidskriften Västerbotten 1923, där man också skriver: "Sedan åtskilliga år har försök gjorts av hemslöjdsintresserade i Västerbotten, på sistone också av de västerbottniska folkdanslagen, att av dräktdetaljer från våra bygder konstruera eller rekonstruera en Västerbottensdräkt." Dräktdetaljerna utgjordes av den så kallade tvärarmatröjan från Lövånger som fanns på Nordiska museet och av en bindmössa av okänd härkomst.

### Mansdräkt
Frågan om en manlig västerbottensdräkt blev aktuell under 1920-talet. I tidningen Norra Västerbottens julhälsning 1923 kan man läsa: "Under en följd av år har problemet om en Västerbottnisk mansdräkt sysselsatt intresserade personers hjärnor. Arbetet med att skaffa fram något karaktäristiskt har gått trögt, kanske mest därför att hoppet om ett gynnsamt resultat inte varit alltför stort. Man har stirrat sig blind på vadmalsbyxor, kängskor och skoband och haft på känn att en dräkt byggd på dessa plagg inte haft några utsikter att slå igenom. Vidare sägs:  Ingen tror väl heller på allvar, att en pampig västerbottnisk bonde t ex gifte sig i vadmalsbyxor och kängskor!"
Intendent Ernst Westerlund på Skellefteå museum, undrar varför just Västerbotten skulle vara det enda landskap som saknar egen mansdräkt. Han avslöjar inte vilka de "intresserade personerna" är, men ger i artikeln ett förslag på konstruktion som ger "ett synnerligen äkta och originellt intryck". Denna dräkt överensstämmer i stort med dess nuvarande utseende. Dräktens väst var baserad på en gammal väst som hittats på en vind, en "kyrkväst". Både denna väst och de stövlar som har stått modell år idag försvunna.
Redan 1924 visades den första västerbottniska mansdräkten, som framställts genom folkdanslaget »Midsommarkransens» initiativ. Vid visningen av den var man enig om att den fyllde alla anspråk: »dess intryck av kärv manlighet står i bästa överensstämmelse med karaktären hos det landskap, den skall representera.» 

## Dräktkonstruktionen

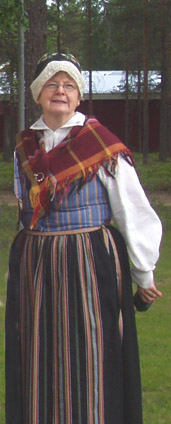
Kvinnodräkt 2003.

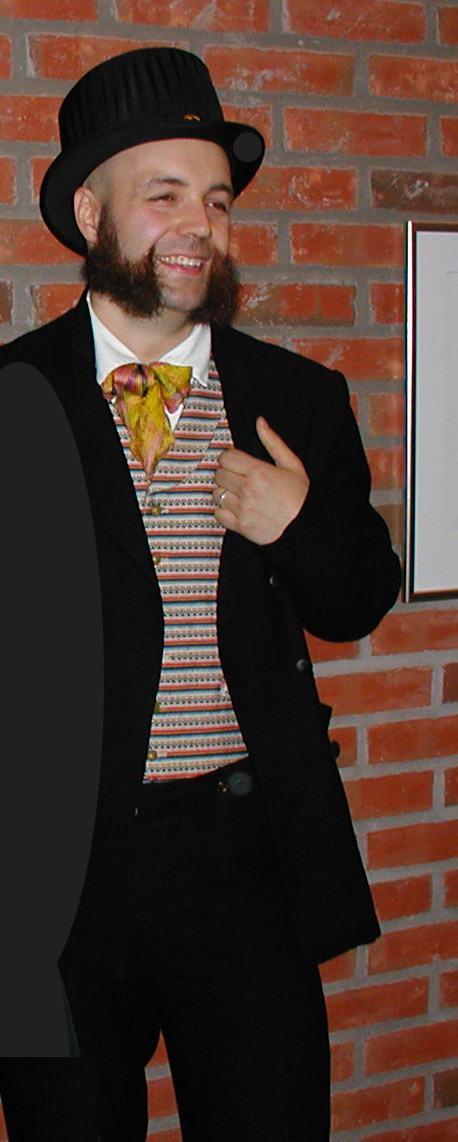
Mansdräkt 2010. Hatten hör inte dit.

### Dagens dräktkonstruktion
Dagens "officiella" definition av dräktkonstruktionen härleds från början av 1980-talet när representanter för Svenska Ungdomsringen för bygdekultur och Hemslöjden enades om utformningen, vilken publicerades i tidskriften Västerbotten 1983.

#### Kvinnodräkt
- Kjol: svart helylle, tuskaft, tre väder med knäppta rynkor bak, nederkant och linning skodda med linne.
- Livstycke: randigt halvylletyg i oliksidig korskypert, blågrön botten med längsgående ränder i gult, svart, rost och vitt. Linnefodrat.
- Förkläde: randigt halvylle i Holmöväv, svart botten med längsgående ränder i rosa/rött, rost, vitt, grönt och gult. Förklädesband i förklädets färger i varprips. Knyts i vänster sida.
- Överdel: linne, med eller utan hålsömsbroderi på krage, smal obroderad ärmlinning.
- Underkjol: kopia av underkjol från Hössjö, Umeå socken. Linne med nederdel av randigt bomullstyg, tuskaft. Bomullstyget kan variera. Alt. lång särk: bomull utan broderi på krage och ärmlinning.
- Halskläde: rutigt merceriserat bomull, tuskaft i blått, gult, rött, rosa, grönt, svart och ljusblått. Frans runt om. Alternativ som helgdagssjal: enkelt mönstrad sidensjal.
- Bindmössa: svart eller mörkblått siden med tambursömsbroderi. Kopia av gammal bindmössa.
- Stycke: av spets med linneremsa i storlek och form som de gamla styckena. Alt. stycke i tyll med broderi och ytterst knypplad spets.
- Smycke: enkel silversölja.
- Strumpor: svarta ullstrumpor med strumpeband.
- Skor: svart klacksko.
- Molväska: enkel kjolväska i oblekt linne att bäras osynlig under förkläde eller kjol, alternativt sys en kjolficka i kjolen.
- Ytterplagg: storsjal, svart tuskaft med tvistränder i svart/vitt. Frans runt om.

#### Mansdräkt
- Huvudbonad: kaskett av grönt eller brunt skinn.
- Jacka: svart kläde med ståkrage och stora slag, dubbelknäppt. Fodrad.
- Skjorta: av vitt bomulls- eller linnelärft med ärmspjäll, förslag, krage och smal ärmlinning.
- Halsduk: brokig, av rutigt mönstervävt siden.
- Väst: framstycke i rosengång, vitt, gult, rött, mörkblått, ljusblått och grönt halvylle. Bakstycke och foder i linne. Sjalkrage, enkelknäppt med mönstrade gulmetallknappar.
- Långbyxor: svart kläde med storlucka.
- Skor: svarta stövlar med röd skinnkant.

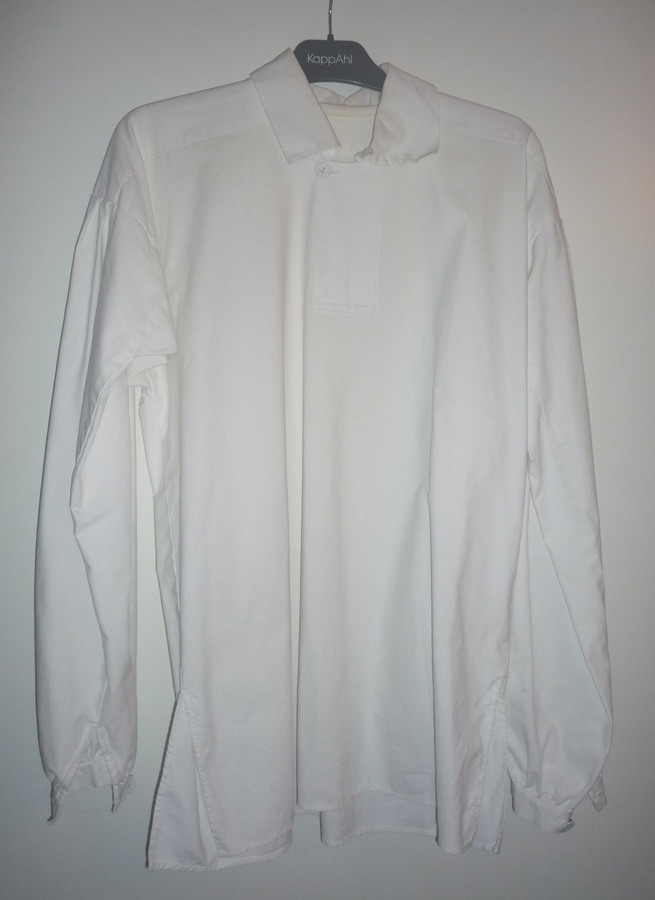
Skjorta
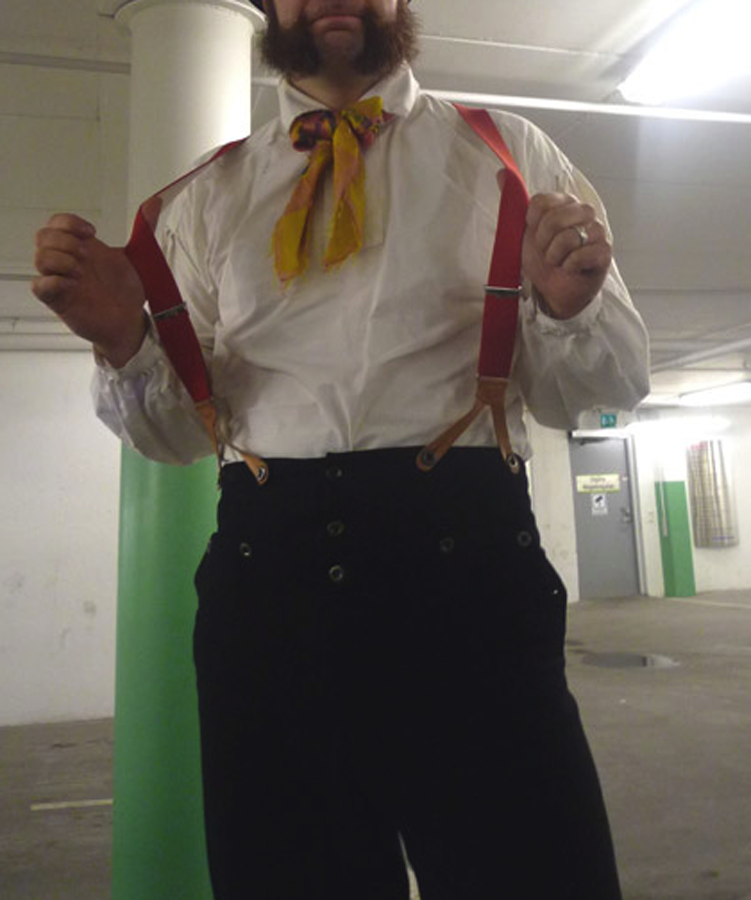
Byxor
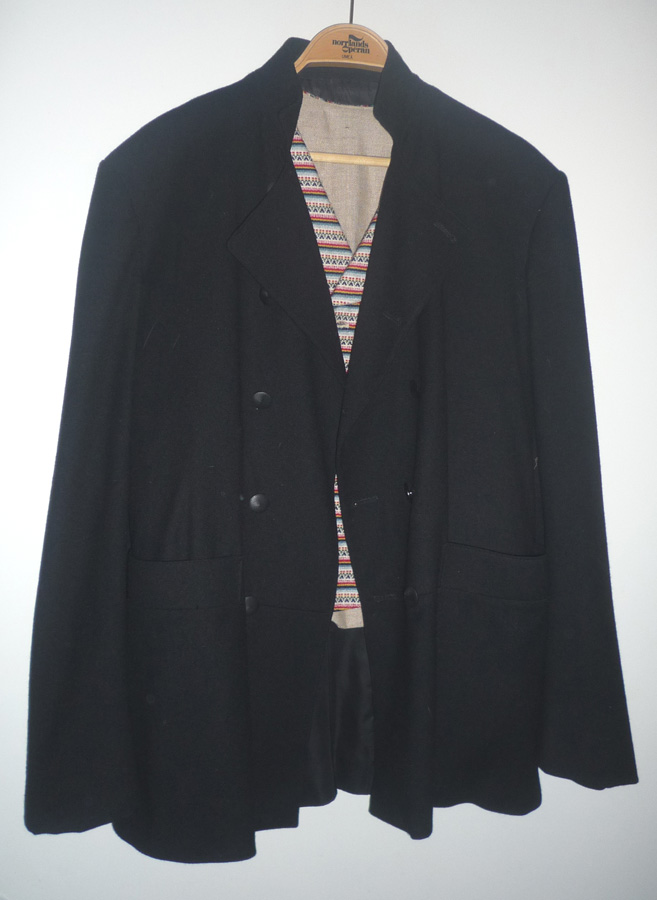
Jacka
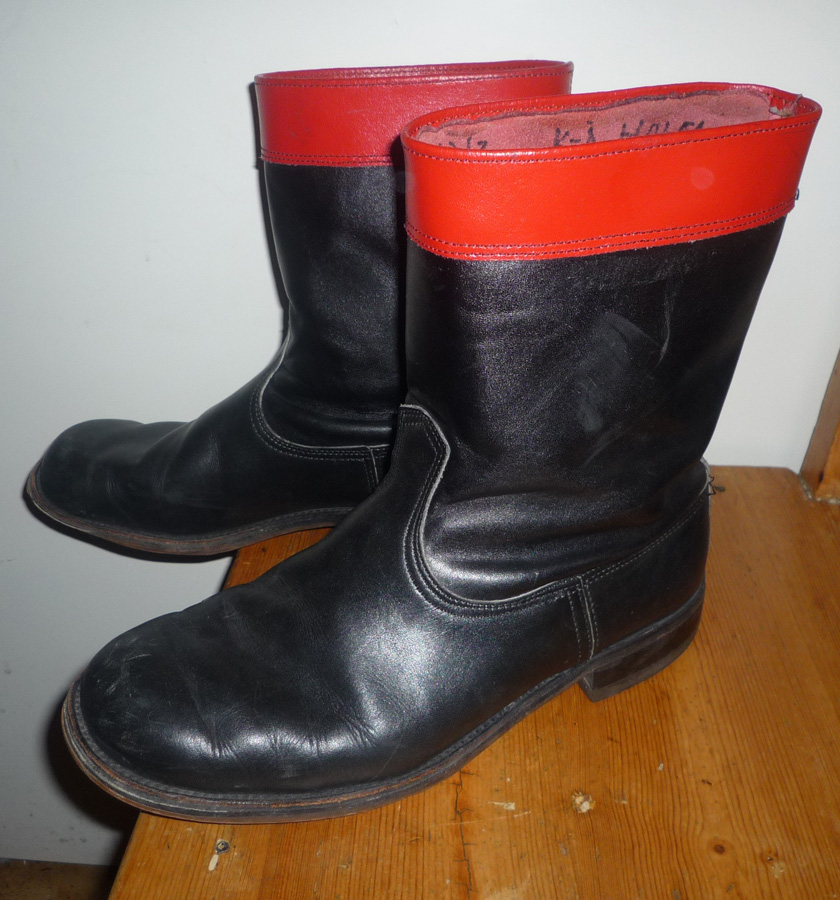
Stövlar
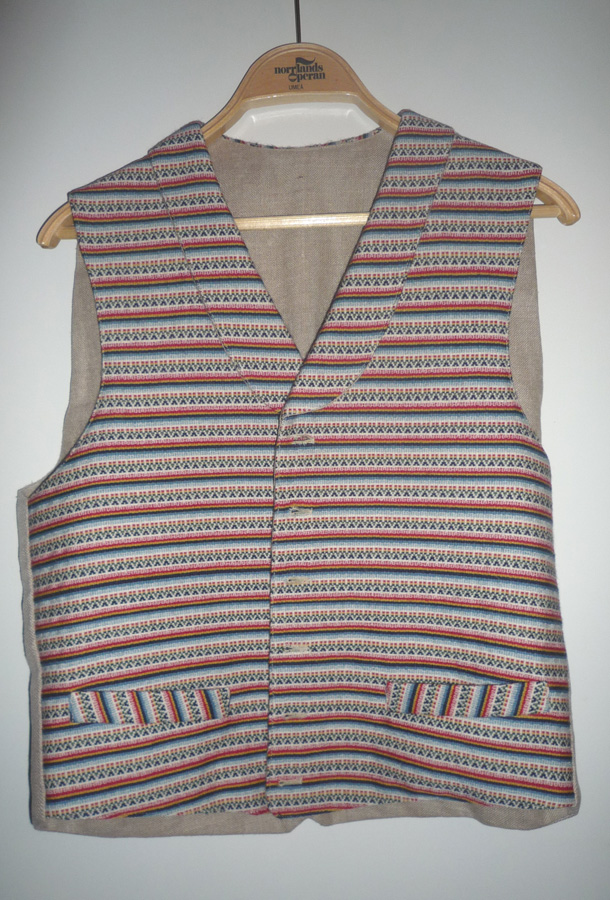
Väst
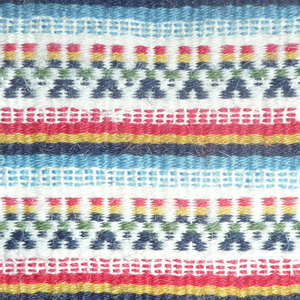
Västmönster

### Tidigare dräktkonstruktion

#### Kvinnodräkten

##### År 1923
- Stycke och mössa: kulört för yngre och ogifta. Svart för äldre och gifta.
- Skjorta (särk): vit med enkel ogarnerad halslinning och sprund fram. Krage anses kunna brukas, men utan spetsar eller broderier.
- Tröja: blårandig, enligt gammal modell från Nordiska museet, av ylle eller bomull. Slät åtsittande, utan söm över axlar, klippt i ett med långa, tätt åt?sittande ärmar, framtill hjärtformad ringning och knäppning med hakar och hyskor, något åt vänster sida.
- Sidenhalsduk: brokig. Får hänga i en lös snibb på ryggen, men framtill stickas snibbarna inom tröjans ringning.
- Kjol: av svart vadmal eller tunnare hemvävt ylletyg. Kort rynkad runt om livet.
- Skärp: av samma tyg som kjolen, ca 20 cm brett, med broderade ändar, knytes med en liten rosett mitt fram. Får sedan hänga rakt ner, så att det bildar liksom ett förkläde.
- Ytterkofta: av samma material som kjolen och sydd som tröjan, men hög i halsen med en låg uppstående krage av samma typ. Knäppt mitt fram med hornknappar.
- Underkjol: av svart och rött jämnrandigt bomullstyg samt 'stickstubb'.
- Skor: med träbottnar. överläder av skinn (läder).
- Strumpor: svarta.

Denna beskrivning av den västerbottniska kvinnodräkten sades härstamma från Burträsk och Lövångers socknar och uppgifterna var lämnade av Gunborg Grenander, född Markgren, i Burträsk och Dagmar Rönnberg i Ljusvattnet.

##### År 1927
Efter 1927 kan man se att dräkten börjat ändra utseende, tröjans långa ärmar har klippts av och liknade närmast en holkärm. Några år senare är även denna ärm borta och utseendet börjar nu likna ett livstycke.

##### År 1933
Inför prins Gustaf Adolfs och prinsessan Sibyllas besök i Västerbotten 1933 genomgick dräkten sin största förändring. En dräkt skulle skänkas till prinsessan och det ansågs då att en viss översyn var av nöden. Bandet med de broderade ändarna betraktades exempelvis som olämpligt, då dess ursprung inte var känt. Två nya förslag till förkläden gjordes; ett av blått siden med en bård nertill av bindmössans broderi, samma tyg som mössans och ett annat vävt i svart halvylle med längsgående ränder i Holmöväv. Mönstret till det vävda förklädet sägs en föreståndare på Hemslöjden i Umeå ha fått, när hon träffade en bonde på väg in till stan. Baktill på lastflaket till mjölkskjutsen låg ett fälltäcke över mjölkbyttorna. Hon fick en bit av bonden och detta skall ha utgjort förlaga till förklädet.
De två gjorda förslagen sändes till Stockholm för »godkännande», okänt vart. Resultatet blev det vävda förklädet i Holmöväv. Sidensjalen hade också ersatts med ett hemvävt halskläde, rutigt i tunt merceriserat bornullsgarn, i två färgställningar; blått och vinrött.
Bindmössan fanns även med broderi på vinrött siden. Vinrött halskläde och mössa sades nu vara avsett för ogifta kvinnor.
Halvlinneblusen hade försetts med broderi på krage och manschett och avslutades nertill med en fåll med indraget resårband.
Om de förändringar som dräkten genomgick under 1930-talet kunde man läsa i tidskriften Västerbotten 1940, där det också fanns färgbilder av dräkten.

##### Efter 1930
Under en lång följd av år, från 1930-talet och framåt, förändrades dräkten på grund av svårigheter att få tag på material och rätt färger. Även snitt och sömnad har starkt varierat. Livstycket har haft tryckknappar eller hyska och hake för hopsättning, andra har haft blixtlås mitt fram eller i sidan, kjol och livstycke finns hopsydda med blixtlås fram. Bystsömmar och sprängveck är vanliga, linning på livstycke, av sidenbanden har sytts förkläden - varianterna har varit många. Största orsaken till att detta inträffat, är förmodligen att det saknats originalplagg - det har saknats ett folkligt dräktskick att falla tillbaka på och det har heller inte funnits någon uppsydd västerbottensdräkt hos Hemslöjden att använda som rättesnöre.

##### Under 1980-talet
I början av 1980-talet enades representanter för Svenska Ungdomsringen för bygdekultur och Hemslöjden om förslag till förbättringar av dräkten. Som underlag för detta arbete har västerbottensdräkter från olika tider inlånats och studerats. Förbättringsförslagen gällde framförallt tillskärning, sömnad och material. Dessa förändringar utgör nu den officiella konstruktionen.

#### Mansdräkten

##### Ernst Westerlunds förslag från 1923
Svarta halvstövlar med röd kant överst på skaftet, svarta byxor instoppade i stövelskaften, svångrem, blå vadmalsskjorta, den brokiga västen, en svart/vit/blå halsduk kring halsen och en svart hatt av ullfilt med gult band kring, kullen.

##### Huvudbonadens utveckling
I beskrivningen i Västerbotten 1940 hör till den en virkad rosabrun mössa, som senare under 1950-talet byttes ut mot en virkad i grönt och svart. Detta förmodligen sedan man upptäckt, att originalet till denna mössa i Nordiska museet kom från Överkalix i Norrbotten.  Virkade mössor har använts också i Västerbotten, vilket framgår av bouppteckningar och ett foto från Sörfors. Idag rekommenderas en kaskett som huvudbonad, uppsydd efter något av de original som finns i länet.

##### Jackan
I beskrivningen 1940 beskrivs också en jacka. Ett fotografi från 1938 vid Nordiska museet visar denna jacka med tätt åtsittande liv, som slutar vid midjan och har dubbla rader av knappar. Om plaggets härkomst finns inga uppgifter. Den har ståndkrage och stora slag.

## Västerbottensdräktens användning idag
Västerbottendräkten är såsom varande högtidlig folkdräkt en högtidsdräkt och kan alltså användas istället för frack och långklänning vid större högtider, som bröllop och akademiska och diplomatiska högtider. 
I humorgruppen Klungans sketch "Berättelsen om byborna i Bäckvattnet som blev av med sin by, byggde ett underverk som i sin tur försvann"  är man för att illustrera sin pastisch på västerbottnisk berättartradition klädd i Västerbottensdräkt.